# Piet van Gorp
Petrus Henricus (Piet) van Gorp (Rotterdam, 3 oktober 1915 - aldaar, 23 maart 2008) was een Nederlands accordeonist. Hij is vooral bekend als lid van The Three Jacksons en is de vader van actrice en zangeres Corrie van Gorp.

## Biografie
Van Gorp begon in de jaren dertig met accordeonspelen. Toen Piet Koopmans (die ook accordeon bespeelde) en hij in 1933 zwagers werden, besloten ze om samen te gaan spelen. In 1940 richtten zij samen met Harry van der Velde het accordeontrio The Three Jacksons op. Van Gorp overleed in 2008 op 92-jarige leeftijd.